# 最高存在の祭典

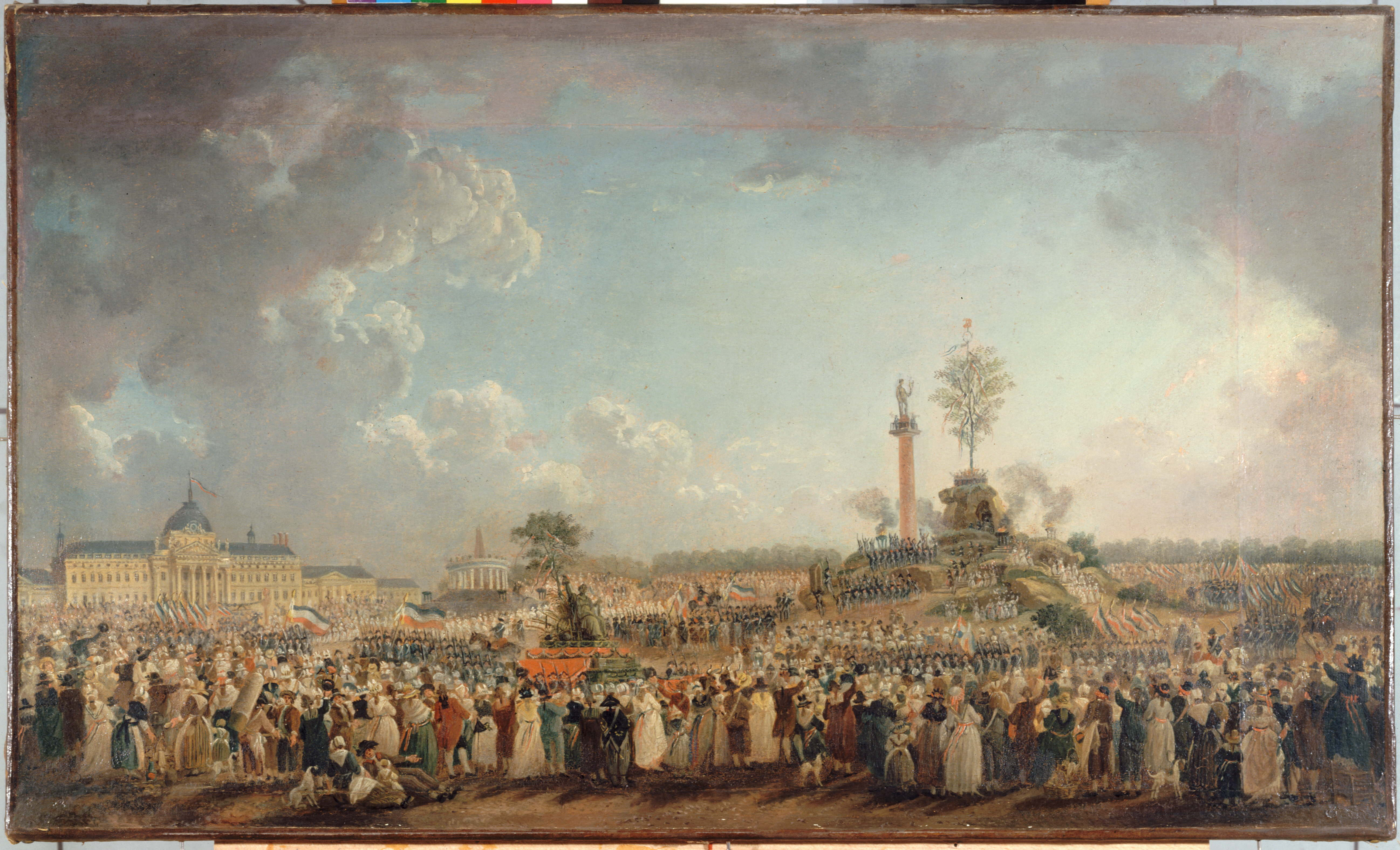
最高存在の祭典

最高存在の祭典（さいこうそんざいのさいてん、La fête de l'Être suprême）とは、フランス革命期、マクシミリアン・ロベスピエールの独裁政権下のフランス共和国で、1794年5月7日の法令に基づいて6月8日にテュイルリー宮殿およびシャン・ド・マルス公園で行われた宗教祭典。

## 背景
フランス革命が絶頂に達しロベスピエールの独裁が確立した時期で、恐怖政治がフランス全土を覆っていた。彼は人間の理性を絶対視しキリスト教を迫害しカトリック教会制度を破壊しようとしたとされる。同時に彼は恐怖政治は美徳に基づくべきという理想も持っており、キリスト教に代わる道徳を求めていた。また、国内は不安定さを増し革命政府は祖国愛に訴えて革命の危機を乗り越える必要があった。
これらの事情からキリスト教に代わる理性崇拝のための祭典を開く必要に迫られていた革命政府は、1793年11月10日、パリのノートルダム大聖堂の内陣中央に人工の山が設けられ、その頂上にギリシャ風の神殿が建てられ、その四隅にはヴォルテール、ジャン＝ジャック・ルソー、シャルル・ド・モンテスキューといった啓蒙思想家たちの胸像が設置されて神殿のなかから「自由と理性の女神」に扮したオペラ座の女優が現れるといった趣向で「理性の祭典」が始まった。これはエベール派の主導でおこなわれ、きわめて無神論的性格の強いものであった。
しかし、霊魂の不滅を信じる清廉潔白なロベスピエールからすれば、革命の祭典はこのような無神論的、無政府主義的なものであってはならないのであった。ロベスピエールにとってそれは、カーニヴァルのような前近代的民俗の再生であってはならず、「新しい人間」すなわち共和主義的な公民を創生するための公教育の一環でなくてはならなかった。「単一にして不可分」であるはずのフランス共和国の基盤は道徳性を備えた民衆のなかにこそある。その道徳性なるものは信仰心なくして生まれないと考えるロベスピエールは、「もし神が存在しないなら、それを発明する必要がある」と語ったといわれている。キリスト教の「神」に代わるもの、それが「最高存在」なのであった。こうして、1794年5月7日の法令に基づいて6月8日にテュイルリー宮殿やシャン・ド・マルス公園を中心に「最高存在の祭典」が挙行された。その中心となったのはロベスピエール派であり、理神論的性格の濃いものであった。この祭典の思想的背景としては、ルソーの「市民宗教」の主張があるとされる。
「理性の崇拝」および「最高存在の崇拝」はまた、「革命的宗教」ないし「革命的諸宗教」とも称されている。

## 儀式

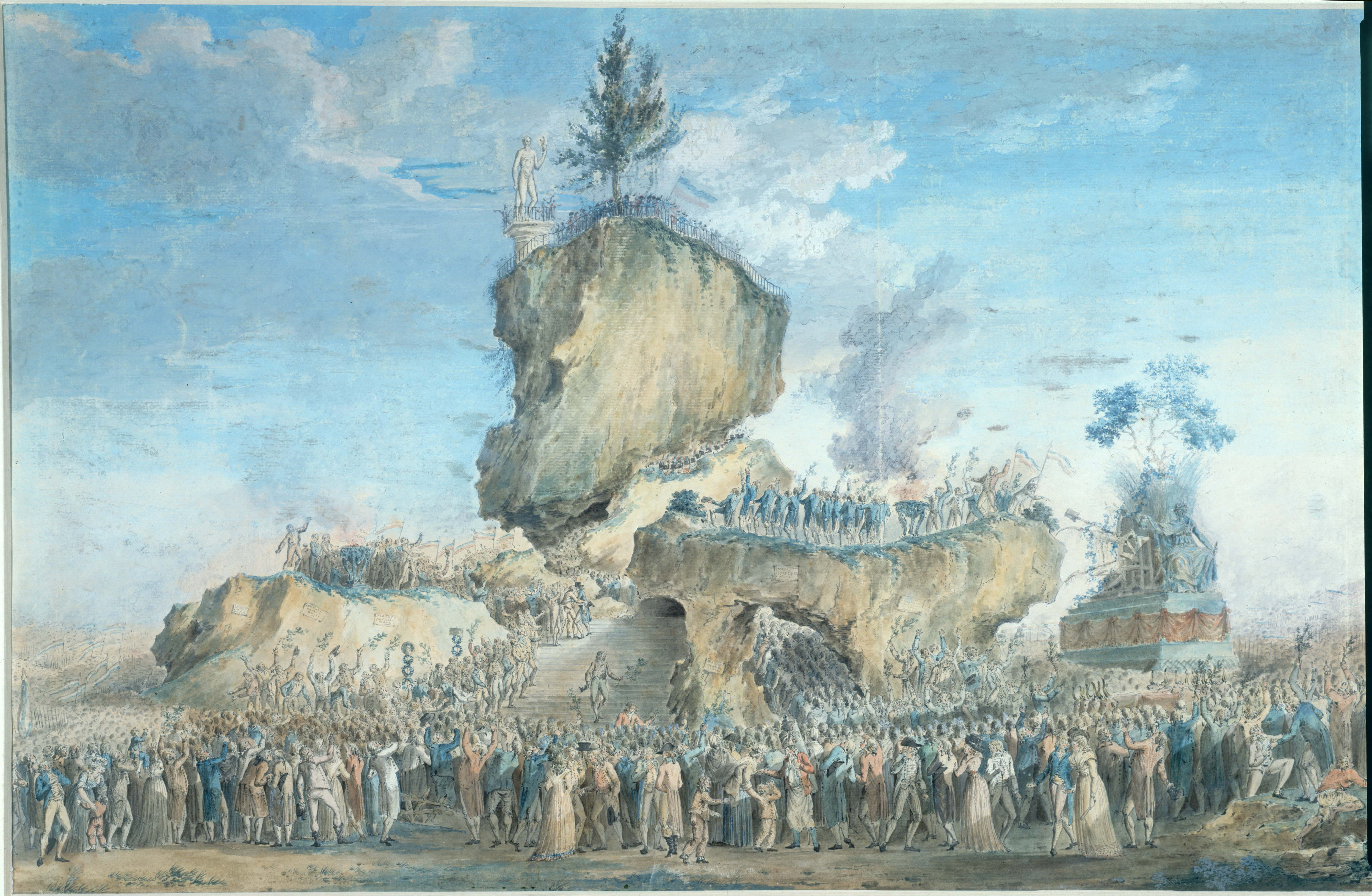
最高存在の祭典

朝8時、ポン・ヌフの大砲を号令として鳴り響き、人々の参集を求めた。数十万の観衆が動員され、テュイルリー宮の正面に向かって、樫の枝を持った男と薔薇の花を抱いた女たちの行列が進んだ。国民衛兵を配して整然と執り行われた祭典ではまず、「無信仰」を象徴する怪物の像が焼かれると「叡智（最高存在）」の像が姿を現し、その横には「美徳の司祭」としてロベスピエールが粛然として起立し、ロベスピエールが「最高存在」に敬意を表し「明日から、なお悪行と専制者と戦う」ことを誓い、その後シャン・ド・マルスまで行進するという理神論的な演出がなされた。演出は画家のジャック＝ルイ・ダヴィッドによってなされたが、ジャック・ルネ・エベールやジョルジュ・ダントンを粛清したロベスピエールの指令にもとづく周到に練られた、目的意識な市民宗教の儀式であった。これらはキリスト教の神を否定していながらも実際には完璧な宗教儀式の外観を呈していたとも評価されている。
これは確かに新しい政治文化の創造という点では革命運動の頂点を示すものであり、ときに無秩序に発散される民衆運動のエネルギーを統制して公民道徳の秩序に適合させる意味合いを有していた。ロベスピエールはこの試みに成功したが、しかし一方では、革命運動を支えていた下からのエネルギーを抑え込む結果ともなった。この祭典の開催された約2か月後のテルミドールのクーデターでロベスピエール自身が失脚してギロチン刑に処せられることとなるが、これとともに、一連の壮大な文化革命も急速な退潮を示すこととなった。